# چو کی-هیانگ
چو کی-هیانگ (انگلیسی: Cho Ki-hyang؛ زادهٔ ۲۳ سپتامبر ۱۹۶۳) بازیکن هاکی روی چمن اهل کره جنوبی بود.
از افتخارات وی میتوان به کسب مدال نقره در بازی‌های المپیک تابستانی ۱۹۸۸ اشاره کرد.